# Trematon
 (mars 2024).
Trematon est un village des Cornouailles, en Angleterre. Le village fait partie de la paroisse civile de St Stephens-by-Saltash.